# Milo O'Shea
Milo O'Shea, all'anagrafe Milo Donal O'Shea (Dublino, 2 giugno 1926 – New York, 2 aprile 2013), è stato un attore irlandese.

## Biografia
Figlio di un cantante e di un'insegnante di balletto, O'Shea crebbe a Dublino e fu educato dai Fratelli cristiani alla scuola Synge Street CBS. All'età di 12 anni apparve al Gate Theatre nella pièce Cesare e Cleopatra di George Bernard Shaw. Successivamente continuò gli studi musicali e teatrali alla Guildhall School of Music and Drama di Londra, diventando anche un abile pianista.
Affermatosi sul palcoscenico, passò al cinema negli anni sessanta. Tra i suoi ruoli sul grande schermo, da ricordare quello di padre Lorenzo nella versione di Romeo e Giulietta diretta nel 1968 da Franco Zeffirelli, e quello di Leopold Bloom nella versione cinematografica dell'Ulysses (1967) diretta da Joseph Strick. Interpretò inoltre il ruolo dello scienziato Durand Durand nella commedia fantascientifica Barbarella (1968), diretta da Roger Vadim e interpretata da Jane Fonda, e quello dell'ispettore Boot nella commedia horror Oscar insanguinato (1973) con Vincent Price. Nel 1984 riprese il vecchio ruolo del Dr. Durand Durand (accreditato come Dr. Duran Duran) per il film del concerto Arena dei Duran Duran, la band il cui nome venne ispirato proprio dal personaggio di O'Shea in Barbarella.
Fu attivo anche sulle scene statunitensi, apprezzato per la simpatia delle sue interpretazioni. Nella stagione 1966-1967 apparve a Broadway nel dramma Staircase, interpretato da Eli Wallach e diretto da Barry Morse, in cui per la prima volta Broadway rappresentò una vicenda di protagonisti omosessuali in chiave non ironica. Per la sua interpretazione, O'Shea ottenne una candidatura al Tony Award nel 1968, e fu nuovamente candidato al premio nel 1981 per la sua interpretazione di padre Tim Farley nella pièce Mass Appeal. Nel 1982 diede una memorabile interpretazione - pur nel ruolo secondario di un giudice - nel film Il verdetto di Sidney Lumet, con Paul Newman, mentre sul piccolo schermo interpretò il Presidente della Corte suprema degli Stati Uniti Roy Ashland nella serie West Wing - Tutti gli uomini del Presidente (1992).
Dopo un primo matrimonio con l'attrice Maureen Toal, si risposò con l'attrice irlandese Kitty Sullivan, che incontrò in Italia durante le riprese di Barbarella e con la quale apparve in alcune occasioni sulle scene, tra cui un revival a Broadway del musical My Fair Lady nel 1981. La coppia risiedette stabilmente a New York dal 1976, prendendo la cittadinanza statunitense.
O'Shea morì il 2 aprile 2013, a New York, dopo una breve malattia, all'età di 86 anni.

## Filmografia parziale

### Cinema
- Rooney, regia di George Pollock (1958) – non accreditato
- Autopsia di un gangster (Never Love a Stranger), regia di Robert Stevens (1958) – non accreditato
- This Other Eden, regia di Muriel Box (1959)
- I figli della mia fidanzata (Mrs. Gibbons' Boys), regia di Max Varnel (1962)
- Carry on Cabby, regia di Gerald Thomas (1963)
- Never Put It in Writing, regia di Andrew L. Stone (1964)
- Ulysses, regia di Joseph Strick (1967)
- Romeo e Giulietta (Romeo and Juliet), regia di Franco Zeffirelli (1968)
- Barbarella, regia di Roger Vadim (1968)
- Sacco e Vanzetti, regia di Giuliano Montaldo (1971)
- Oscar insanguinato (Theatre of Blood), regia di Douglas Hickox (1973)
- Tobia il cane più grande che ci sia (Digby, the Biggest Dog in the World), regia di Joseph McGrath (1973)
- Ma il tuo funziona... o no? (Percy's Progress), regia di Ralph Thomas (1974)
- Avventura araba (Arabian Adventure), regia di Kevin Connor (1979)
- Il verdetto (The Verdict), regia di Sidney Lumet (1982)
- La rosa purpurea del Cairo (The Purple Rose of Cairo), regia di Woody Allen (1985)
- 4 pazzi in libertà (The Dream Team), regia di Howard Zieff (1989)
- La fortuna bussa alla porta... il problema è farla entrare (Opportunity Knocks), regia di Donald Petrie (1990)
- Cara mamma, mi sposo (Only the Lonely), regia di Chris Columbus (1991)
- Playboys (The Playboys), regia di Gillies MacKinnon (1992)
- The Butcher Boy, regia di Neil Jordan (1997)
- Amori e imbrogli (The MatchMaker), regia di Mark Joffe (1997)

### Televisione
- ITV Play of the Week – serie TV, 4 episodi (1960-1962, 1965)
- Me Mammy – serie TV, 21 episodi (1968-1971)
- Jackanory – serie TV, 5 episodi (1971)
- Gli invincibili (The Protectors) – serie TV, episodio 1x26 (1973)
- Ellis Island, regia di Jerry London – miniserie TV (1984)
- Broken Vows, regia di Jud Taylor – film TV (1987)
- Casalingo Superpiù (Who's the Boss?) – serie TV, episodio 4x10 (1987)
- Cuori senza età (The Golden Girls) – serie TV, episodio 3x12 (1987)
- Cin cin (Cheers) – serie TV, episodio 10x25 (1992)
- Senza movente (Murder in the Heartland), regia di Robert Markowitz – miniserie TV (1993)
- Frasier – serie TV, episodio 3x02 (1995)
- Ultime dal cielo (Early Edition) – serie TV, episodio 1x01 (1996)
- Il confine della legge (Swing Vote), regia di David Anspaugh – film TV (1999)
- Oz – serie TV, episodi 3x01-3x02-3x03 (1999)
- West Wing - Tutti gli uomini del Presidente (The West Wing) – serie TV, episodi 5x07-5x17 (2003-2004)

## Doppiatori italiani
- Mario Feliciani in Romeo e Giulietta
- Giuseppe Rinaldi in Barbarella
- Dario Penne in Sacco e Vanzetti
- Giorgio Gusso in Oscar insanguinato
- Salvatore Landolina in Il garzone del macellaio
- Dante Biagioni in 4 pazzi in libertà
- Sergio Graziani in La fortuna bussa alla porta... il problema è farla entrare
- Dario De Grassi in Oz